# Storia di San Giovanni in Fiore
La storia di San Giovanni in Fiore, riporta le principali vicende storiche relative al comune di San Giovanni in Fiore, una cittadina in provincia di Cosenza, Calabria, sita nel cuore della Sila.

## Origine dello stemma

### Il sigillo dell'Ordine Florense
Il sigillo dell'Ordine Florense stava attaccato a una pergamena conservata nell'archivio arcivescovile di Cosenza. L'emblema fu rinvenuto da Giacinto D'Ippolito che lo fece fotografare. L'immagine del sigillo che si vede pubblicata in diversi volumi è quella fatta riprendere da D'Ippolito. Il sigillo è a forma circolare e presenta al centro una figura che sembra un fiore con sette ramificazioni. Lungo il cerchio vi è una scritta incomprensibile ma dovrebbe essere il motto dell'ordine ovvero: "IN FLORE IUDITIA TUA COGNOSCUNTUR", questa immagine si vede a colori, ben chiara nell'Atlante delle fondazioni Florensi. Un'altra immagine del sigillo Florense, barocchizzato, è visibile in R. Napolitano. Le sette ramificazioni del fiore o della pianta sintetizzano i contenuti della figura XII del Liber Figurarum.

### Lo stemma dell'abbazia Florense
Lo stemma dell'abbazia Florense è stato ricostruito da Pasquale Lopetrone, in base alla descrizione fatta da Nicola Venusio, Regio Uditore della Sommaria, nel 1774. Il funzionario regio ci informa che sopra i due archi dell'altare ligneo, che immettono nel coro dell'abside, v'erano riposti due blasoni di legno scolpito e intagliato, con scudi sovrastati da mitre e corone, alti tre palmi e larghi due palmi, colorati e indorati. Su uno scudo vi erano impressi i simboli della religione cistercense, sull'altro i simboli del monastero, questi ultimi consistenti in un'aquila e due pastorali incrociati sul petto dell'aquila e sporgenti fuori del corpo di essa. In quell'anno i blasoni erano conservati nella stanza posta sopra la spezieria- abitata dallo stesso speziale che li aveva attaccati sui muri per salvaguardarli da possibili danni durante i lavori di costruzione degli scenari barocchi. L'aquila dovrebbe essere l'emblema degli svevi, i due pastorali indicano i due poteri ecclesiastici, quello degli abati regolare dell'ordine florense (1189-1500) e quello degli abati commendatari che subentrarono nel (1500- 1783).

### Lo stemma antico del paese
Sulla prima pagina del Catasto Onciario di San Giovanni in Fiore (1752-53), conservato in originale presso l'Archivio di Stato di Napoli, vi è lo stemma dell'Università di San Giovanni in Fiore, composto da un cerchio con dentro impressa la figura intera di San Giovanni Battista, che sovrasta la cima di tre monti, accompagnata alla sua destra da una lucertola rampante e la scritta lungo il cerchio che recita: "S: IO: FLORE". Questa immagine è visibile anche sulla campana dell'abate claustrale Gioacchino Tambati, appesa sul campanile dell'abbazia florense, un'opera fusa nel 1744, qui si vede l'immagine di San Giovanni Battista contornata da un'iscrizione che recita: "FRA I NATI DI DONNE NON SORSE UNO MAGGIORE DI GIOVANNI BATTISTA".

## Dalla fine del 1100 agli inizi del 1500 e la prima abbazia di Jure Vetere
San Giovanni in Fiore si è sviluppata sul colle di Monte Difesa solo grazie a una serie di circostanze. Leggenda narra infatti che a scegliere il luogo ove poi San Giovanni in Fiore si sarebbe sviluppato, fosse lo Spirito Santo in persona. Gioacchino da Fiore, infatti, guidato da due buoi, giunse in Sila, e guidato dallo Spirito Santo e da un sempre più consistente numero di seguaci, arrivò in località Iure Vetere. Qui i buoi stanchi ed affamati, si fermarono per ristorarsi, così Gioacchino pensò che quello fosse il luogo indicato dalla Spirito Santo. Decise allora di iniziare a realizzare la costruzione dell’Abbazia di Iure Vetere, un luogo dove riposare, pregare e difendersi dai lupi che infestavano i boschi della Sila. Ma a metà giornata , dopo una lunga sosta ristoratrice, i buoi si alzarono e ricominciarono a camminare. Con grande stupore di tutti, Gioacchino disse allora che quello non era il luogo scelto dallo Spirito Santo. Ricominciò così il cammino, fino a giungere presso la confluenza fra il fiume Neto e il fiume Arvo. Qui Gioacchino si fermo per riposare, entrando in un profondo sonno. Al risveglio, di primo mattino, lo Spirito Santo si presentò all’Abate comunicandogli che il posto dove egli si trovava in quel momento, sarebbe stato il luogo dove avrebbe dovuto costruire una chiesa nella quale raccogliere numerosi fratelli, un luogo di preghiera. E intorno a quella chiesa, sarebbe sorto un paese che si sarebbe chiamato San Giovanni in Fiore, con un territorio a forma triangolare, sede della Santissima Trinità.
San Giovanni in Fiore, pur essendo abitata e fondata verso la fine del 1100, è stata ufficialmente resa civica solo nel 1550. Nei primi quattro secoli della sua storia, la città florense è stata una città monastero governata attraverso una gerarchia monastica. Una tipicità molto rilevante e che ancora oggi si può intravedere nel contesto urbano storico, grazie al numero di chiese presenti.
San Giovanni in Fiore è stata fondata da «un uomo chiamato Gioacchino, allora abate di Corazzo». Dopo un pellegrinaggio effettuato nell'autunno del 1181, presso l'abbazia di Casamari, viaggio effettuato con lo scopo di migliorare i propri studi riguardo all'Ordine Cistercense, prendendosi così anche un periodo di riflessione che lo aiutò ad abbozzare un proprio ordine monastico (cosa che si formalizzerà alcuni anni più tardi). Nel ritorno a Corazzo, la sua inquietudine sfociò in una crisi spirituale causata anche dai contrasti che egli aveva con l'ordine di appartenenza, nel quale fu accusato di essere portatore di novità pericolose. Per cercare tranquillità, riordinare le idee, riflettere sul suo futuro e dedicarsi meglio alla meditazione, decise di ritirarsi presso l'eremo di Pietrata, nei pressi di Corazzo alle falde della Pre-Sila cosentina. Tale luogo però, non riuscì ad offrire a Gioacchino quella tranquillità sperata, dove poteva vivere secondo i canoni del suo ideale ascetico. Questo richiamo alla solitudine, insieme all'aspirazione ad una vita più intima e religiosa, lo spinse a «salire sui monti della Sila e cercare un luogo tra queste montagne freddissime, in cui si potessero in qualche modo abitare ». Partito insieme a due confratelli, si stabilì in un primo tempo nelle vicinanze del fiume Lese, poi decise di spostarsi andando a raggiungere cime più alte della Sila, cosicché passarono l'acrocoro dell'abitato di Acerenthia, raggiungendo una località alla quale fu dato il nome di Flos Fiore, a simboleggiare metaforicamente come là dovesse fiorire la speranza di un profondo rinnovamento dello spirito.

### L'Abate Gioacchino
(Dante Alighieri Canto XII del Paradiso)

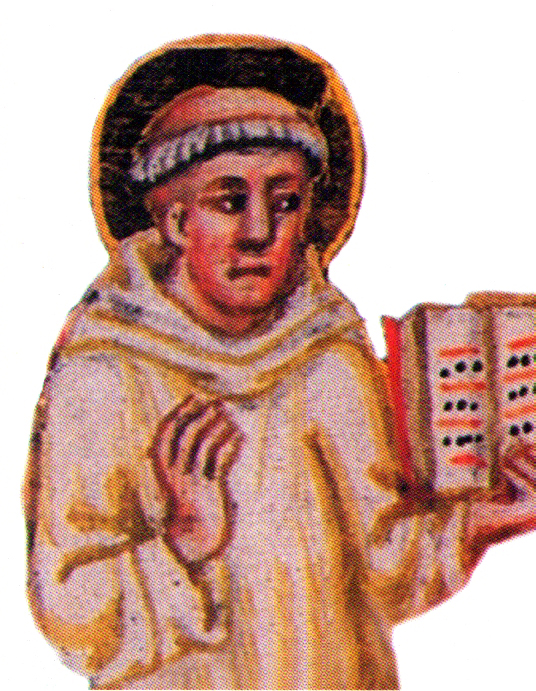
L’Abate Gioacchino da Fiore in un affresco

Gioacchino da Fiore è stato un religioso, abate, teologo e profeta del medioevo. È uno dei personaggi calabresi più importanti di sempre. Fondatore dell'ordine monastico florense, poi assorbito dall'ordine cistercense, Gioacchino è l'ideatore dell'Abbazia Florense, edificio di culto e simbolo dell'avvento di una nuova generazione religiosa, pagina moderna di un rinnovato spirito per la fede. Nato a Celico nel 1130 circa si formò presso l'Abbazia di Casamari. Guidò altre abbazie in Italia, prima di decidere di intraprendere una forma di clausura salendo sulla Sila e formando l'ordine florense. In Sila fondò l'abbazia di Iure vetere e in seguito l'attuale Abbazia di San Giovanni in Fiore. Girovagò per la Calabria e per l'Italia, professando il suo ordine religioso, e fondando chiese e costruzioni. Morì presso la chiesa di San Martino in località canale di Pietrafitta, ove venne seppellito e restò per alcuni anni, prima di essere trasportato nell'Abbazia Florense, dove attualmente vengono custodite le sue spoglie.

### San Giovanni civica
(Salvatore Meluso,  La Sila e la sua gente, vol. II, p. 33, San Giovanni in Fiore (Cs), Grafica Florens, 1997)

Salvatore Rota è considerato il più importante degli abati commendatari. Divenuto abate l'11 novembre 1521, sotto il pontificato di papa Alessandro VI, operò per alcuni decenni nella città di Gioacchino. Suo compito maggiore fu quello di attuare una ricognizione dei beni demaniali (soprattutto terreni), usurpati dallo Stato, che gli imperatori nei secoli avevano concesso all'Abazia Florense. Si propose inoltre, come un ottimo architetto del tempo. Sua è l'idea di realizzare la prima piazza del paese (l'attuale Piazza Gioacchino da Fiore), così come sua è l'idea di disegnare il percorso del primo tracciato veicolare (per i carri del tempo) che desse ordine all'intera struttura urbanistica del casale. A lui si devono due importanti atti. Il primo è quello della realizzazione della Chiesa Madre del paese (l'attuale Santa Maria delle Grazie), iniziata nel 1536, ma soprattutto a lui si deve la concessione, da parte di Carlo V,
Dunque fu concesso a Salvatore Rota, di edificare una vera e propria città, rendendo nell'anno 1530, civica San Giovanni in Fiore, accogliendo numerosi profughi da ogni parte della regione. Oltre ad altre numerose concessioni, Carlo V nominò Salvatore Rota, "Cappellano della Real Cappella del Regno di Sicilia", per le sue virtù, l'alta dottrina e gli onesti costumi. Nell'abbazia, sopra l'arco della porta che porta alla cappella delle reliquie di Gioacchino, per secoli vi fu un'iscrizione riportante i meriti dell'abate. Purtroppo oggi, tale tabella non è più visibile.
La data del 1500 è molto significativa per di San Giovanni in Fiore, poiché proprio in questo secolo, la città viene riconosciuta legalmente come centro urbano. Questo avvenne per decreto regio da parte di Carlo V che decise di istituire amministrativamente il piccolo paese che si stava formando, spinto dalla veloce crescita demografica che l'area intorno all'Abbazia stava subendo.

### L'acquedotto badiale
Nel 1500 tutto l'impianto del paese era fortemente influenzato dall'acquedotto badiale, che captava le acque di Garga, arrivando sul cozzo dove attualmente vi si trova la fontana dei Cappuccini. Da qui l'acquedotto si diramava in due tronconi: il primo scendendo ad est, dalla fontana dei Cappuccini, faceva un percorso che oggi possiamo rintracciare nell'attuale via Panoramica, fino a giungere alla fontana di Fra Vincenzo, per poi cadere nel fiume Neto, posto sotto il costone della fontana; l'altro troncone percorreva il versante orientale di monte Difesa, alimentando un mulino e confluendo nel fiume Arvo. L'acquedotto badiale costituiva in questo modo, il limite urbano del paese, cingendo il casale a nord, ad est e ad ovest, mentre a sud il fiume Neto chiudeva il cerchio naturale.
Nel 1550 l'abbazia, i locali annessi e le officine erano cintati da una muraglia che aveva funzioni giuridiche e difensive, oltrepassandole infatti, si perdevano i diritti d'asilo che il re Federico II aveva concesso nel 1221. Delle vecchie mura è rimasto solo l'arco ogivale, comunemente chiamato Normanno. Fino al 1530, le poche costruzioni esistenti, tutte interamente costruite con la pietra locale, erano interne a questa cinta muraria. Vi si trovavano, oltre ad alcune case realizzate di fronte alla piazzetta antistante l'ingresso dell'Abbazia Florense, un forno, le stalle e le botteghe artigiane. Vi era inoltre l'ospizio dei forestieri e l'ospedale degli infermi.

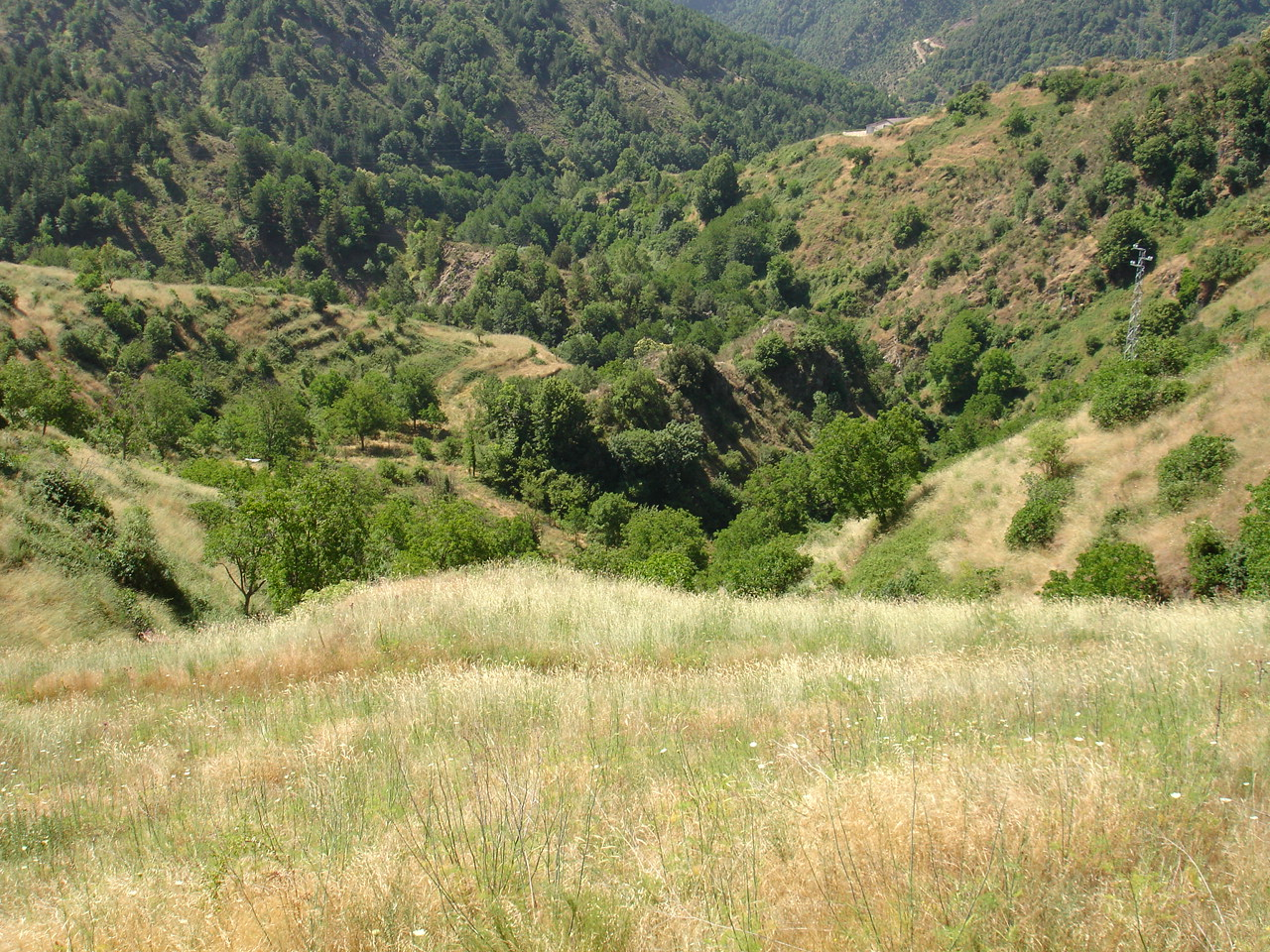
Gli antichi orti del monastero florense

Alle terre poste al di sotto dell'Abbazia e delle mura, fino a raggiungere il fiume Neto, furono realizzati numerosi ed ampi terrazzamenti a scopo agricolo, che seppur non più utilizzati, sono ancora oggi ben visibili agli occhi più attenti. Altri terrazzamenti furono realizzati a nord del primo nucleo abitativo e sopra di essi nelle aree più acclive e sui crinali, cominciarono a sorgere le prime case contadine. Gli acquedotti, i rigagnoli e il fiume vennero sfruttati per scopo irriguo delle terre coltivabili, grazie ad ingegnose chiuse. Tutto questo per affermare come nel XVI secolo, San Giovanni in Fiore è ancora una campagna abitata da alcuni monaci, ben lontana dal grosso centro abitato che diventerà pochi secoli dopo. L'abate commendatario del tempo, Salvatore Rota, si prodigò a conseguire uno sviluppo abitativo legato dunque allo sfruttamento dell'agricoltura e delle poche risorse infrastrutturali esistenti. In quel periodo non vi era una piazza o agorà nella quale ritrovarsi (ad eccezione della piazzetta antistante l'Abbazia), non vi erano vie pubbliche realizzate appositamente (ma solo mulattiere in terra) e soprattutto non vi era ancora una chiesa parrocchiale. Il beneficio concesso al casale, riuscì ad attirare sui monti della Sila, numerose persone, con una costante crescita demografica, che costrinse alla realizzazione degli uffici amministrativi e giuridici. La crescita demografica e la necessità di amministrare il piccolo paese che si stava costituendo, furono determinanti per ottenere la concessione da parte di Carlo V, del privilegio di urbanizzare ed amministrare l'intera zona. Il 12 aprile del 1530, nacque dunque la San Giovanni in Fiore civica. Dopo tale decreto l'area intorno l'Abbazia si urbanizzò velocemente ma in maniera piuttosto disordinata. Non vi erano normative in vigore che regolassero l'urbanizzazione in quel tempo, cosicché il paese si diffuse in un modo piuttosto sparso, con piccoli nuclei di case separati gli uni dagli altri. I primi nuclei di case furono quello che oggi è il quartiere Cortiglio, e quello che oggi il quartiere della Cona, distanti fra di loro 200-300 metri. Il primo vero elemento che diede ordine alle costruzioni abitative, fu l'attuale piazza Gioacchino da Fiore, che nacque in contemporanea alla realizzazione della Chiesa Madre. La piazza, che in quel tempo doveva con molta probabilità essere uno spiazzo rurale e coltivato, era attraversato da una strada ripida (sielica) che collegava i due nuclei abitativi, e che collegava la nuova chiesa con l'Abbazia.

## La città nei primi tre secoli
Sostanzialmente dopo la concessione di Carlo V di istituire una nuova universitas civium, San Giovanni in Fiore ebbe un rapido incremento demografico spinto “soprattutto dai benefici fiscali che i nuovi cittadini potevano avere, soprattutto per quel che riguarda l'immunità dei pagamenti fiscali dovuti allo stato, per un decennio”. In questi primi secoli il ruolo principale di governo e di politica del neonato paese, verrà preso in mano dagli abati commendatari, che governeranno per i prossimi 2 secoli, la città di Gioacchino.

### Il 1500 e il 1600
Gli aiuti fiscali, determineranno un periodo piuttosto fiorente, per la neonata cittadina, che in pochi decenni crebbe demograficamente. Tuttavia l'economia non seguì il passo dello sviluppo demografico. Infatti in questi tre secoli, la base portante dell'economia silana era l'agricoltura e la pastorizia, praticata con tecniche non certo moderne. Solo negli ultimi periodi cominciò a svilupparsi un'economia diversificata, con la realizzazione di filande e mulini, e con l'estrazione della pece, nera e bianca, e relativi forni di trasformazione della stessa da impiegare in ambito navale. Dal 1600 fino al 1800 cominciano a delinearsi anche caratteri feudali e giuridici del casale silano. Sempre più numerose famiglie si istituiscono in accasamento, aumentando il proprio potere, e costituendo ceppi familiari che interesseranno la storia cittadina, fra questi vanno ricordate le famiglie degli Oliverio, Scigliano, D'Ippolito, Russo, Nicoletta, Perri, e soprattutto i Lopez, i Barberio, i Benincasa, i Cortese e i De Luca. L'economia che si stava via via delineando, riuscì comunque a garantire un equilibrato sviluppo, seppur con forti differenze fra le classi e i ceti sociali, che vedevano da un lato le grandi famiglie proprietarie dei terreni silani, capaci di ottenere introiti ragguardevoli grazie anche allo sviluppo di nuove imprese, e dall'altro una classe contadina che poco guadagnava dai piccoli lotti disponibili alla coltivazione. La resa demografica era comunque notevole, segno di una certa appetibilità del territorio, nonostante le difficoltà causate dalla rigidità del clima montano: il paese fu uno dei pochi centri urbani a scampare alla pestilenza del 1656 che colpì tutta la provincia di Cosenza. Alla fine del 1700 la popolazione era costituita da ben 5.200 abitanti, facendo di San Giovanni in Fiore, uno dei centri abitati più grandi di tutta la Calabria. L'influenza dell'Abbazia e il potere degli abati commendatari, non mutano in questi primi secoli, anche perché chi vive in paese è un ceto contadino debole, poco incline al raggiungimento del potere, un ceto agrario piuttosto modesto, che vive di un'economia debole che permette a loro sì, di vivere, ma senza dare la forza necessaria a realizzare iniziative economiche e politiche, iniziative che nei secoli dopo, verranno intraprese da famiglie provenienti da altre parti della regione.

### Il 1700

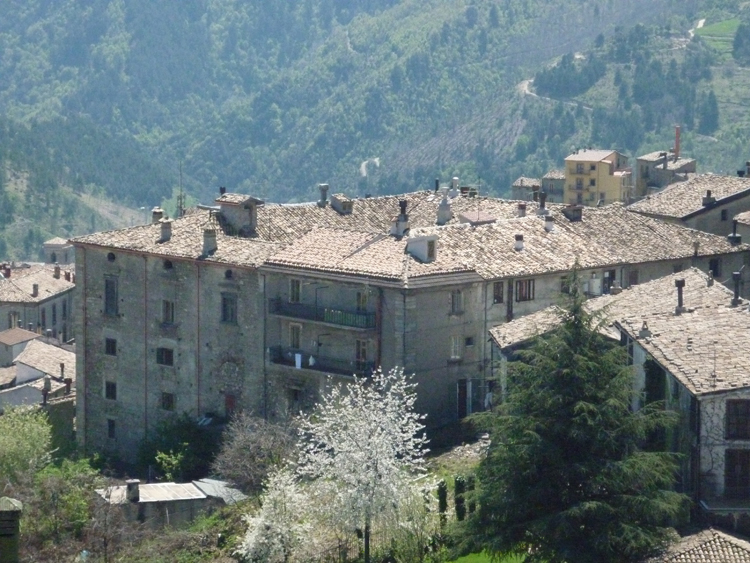
Palazzo Nicola Barberio Toscano

Nel 1700 l'andamento demografico sempre in positivo, e il relativo costituirsi di grossi nuclei familiari, fece emergere la problematica del sostentamento delle nuove famiglie. I possedimenti appartenenti alla giurisdizione dell'Abbazia, vennero in parte usurpati abusivamente, con famiglie non disposte a pagare il canone annuo agli abati commendatari. Nel frattempo nuove famiglie si ergevano a potere nel profilo politico e amministrativo della città. I tentativi di riappropriazioni delle terre usurpate da parte della giurisdizione abbaziale furono fallimentari, determinando il nascere di un ceto proprietario che diverrà sempre più coeso e forte nel tessuto politico ed amministrativo. Anche se deprecabile fu la pratica delle usurpazioni, la nascita di famiglie proprietarie terriere generò un forte impulso alla debole economia silana, che in pochi anni prolificò di attività agricole ed anche operose, quali ad esempio l'estrazione della pece. Inoltre anche la generale civilizzazione del paese subì profonde influenze dalle nuove famiglie, così come l'amministrazione dell'Abbazia: nuovi abati di altissimo livello culturale furono mandati dalla congregazione cistercense a reggere il Monastero Florense. Il profondo cambiamento della società sangiovannese, evidenziò la nascita di una società divenuta molto complessa nel tempo. Non vi erano più solo piccoli contadini, ma nel 1700 si potevano incontrare grandi proprietari terrieri, imprenditori della pece e lavoratori degli opifici, oltre a numerosi fornai e artigiani intenti alla lavorazione e produzione della tessitura, della lavorazione della pietra, ebanisti e falegnami. Il protrarsi della problematiche delle terre usurpate, fece giungere alla risoluzione delle terre abbaziali che passarono nel 1781 in mano alla giurisdizione del regio patronato. Anche l'Abbazia divenne proprietà del demanio regio, una scelta che pose fine al governo degli abati commendatari.

## Il Risorgimento
Gli ultimi due secoli precedenti l'età moderna, saranno segnati dall'avvento di famiglie nobiliari, grandi possessori terrieri, che influenzeranno e non poco, la vita socio-politica della città. Il paese continua a crescere demograficamente, divenendo uno dei centri più grandi della Calabria, ma l'isolamento geografico, giocherà a sfavore di San Giovanni in Fiore, che risulterà poco intraprendente nelle scelte politiche regionali. Questo periodo porterà il nome di San Giovanni in Fiore nelle cronache nazionali ed internazionali, per la vicenda dei Fratelli Bandiera, patrioti veneziani, che verranno catturati alle porte del paese, e recati a Cosenza per poi essere fucilati.

### Il 1800
Il 1800 si aprì con l'occupazione del regno di Francia sul regno di Napoli, che influenzò molto l'attività amministrativa del paese. Si generarono guerriglie urbane con decine di morti, fra i filo francesi, e le guardie baronali, i cui baroni dichiaratamente filoborbonici, seppero superare il difficile momento che il paese stava vivendo. Fra le famiglie nobiliari residenti in città, quella del barone Nicola Barberio Toscano, fu la più influente in questo periodo storico. Grande proprietario terriero, Nicola Barberio Toscano, si arricchì moltissimo con le terre in suo possesso. Con il passare degli anni i possedimenti del barone triplicarono, così come le sue fortune. Per meglio far apparire le sue ricchezze, edificò sul più alto colle della cittadina, un Palazzo in stile Rinascimentale dalle dimensioni spropositate per quel tempo, in rapporto con il paese e la sua popolazione, un edificio sovrastante tutto l'abitato di San Giovanni in Fiore, visibile da molti punti del centro storico. "U' Barune", come lo definivano gli abitanti sangiovannesi, ebbe in carico, oltre che l'amministrazione della cittadina florense, anche i comuni di Savelli e Verzino.

### I Fratelli Bandiera

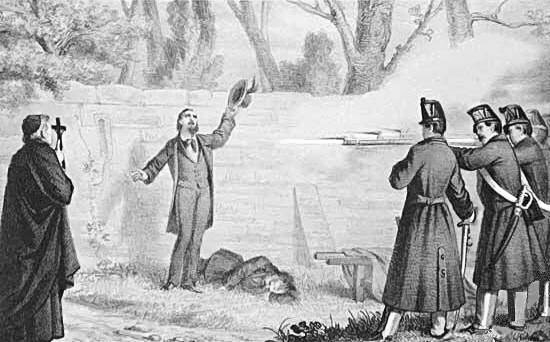
La fucilazione dei Fratelli Bandiera

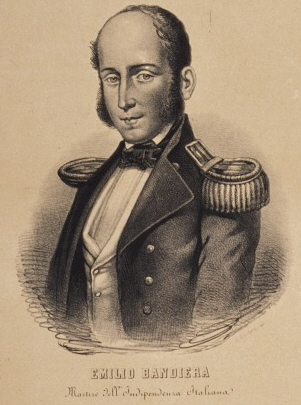
Emilio Bandiera

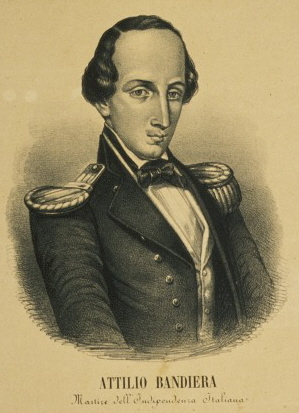
Attilio Bandiera

I Fratelli Bandiera sono stati dei patrioti di origine veneta, che hanno tragicamente perso la vita in una spedizione mal conclusa, in Calabria. Dopo che appresero la notizia di alcuni moti e sommosse popolari che stavano avvenendo in Calabria, e più precisamente nella città di Cosenza, partirono da Corfù, con lo scopo di raggiungere la città silana e convincere i cittadini nel prosieguo dei moti e delle sommosse allo scopo di ribaltare la monarchia che vigeva in Calabria. Approdarono, così sulle coste ioniche della Calabria nelle vicinanze di Crotone, e nonostante il tradimento di un loro compagno di viaggio, un certo Boccheciampe, che andò a riferire alla gendarmeria locale delle intenzioni dei fratelli Bandiera, proseguirono indomiti il viaggio intraprendendo la strada che dallo Ionio porta in Sila. Qui affrontarono una serie di avventure, e finirono tragicamente il loro cammino il 19 giugno 1844 sul colle della Stragola, vicino a San Giovanni in Fiore, dove furono catturati insieme al resto del drappello di patrioti che era al loro seguito. Vennero poi portati a Cosenza e infine giustiziati presso il vallone di Rovito

## Il XX secolo
La prospettiva del nuovo secolo si apre con il tragico episodio della Strage di San Giovanni in Fiore, episodio che vide l'uccisione di 5 persone da parte di alcuni militanti fascisti. Ciò nonostante sono grandi le speranze e le prospettive future per l'intera comunità.
Martoriata dalla fortissima emigrazione verso le Americhe, con un'economia rurale di poco conto, San Giovanni in Fiore, si presenta sterile e quasi priva di forza. La montagna viene ancora vista e vissuta come un peso terribile, e la politica nazionale, non si fa sentire dalle parti silane.
I segni più importanti lasciati nella storia della sociaetà e dell'economia sangiovannese, sono:
- la prospettiva dell'industria energetica degli anni venti
- la forte ondata migratoria di inizio secolo
- la riforma agraria degli anni cinquanta
- la realizzazione di importanti infrastrutture quali la ferrovia nel 1956 e la ss 107 dei primi anni settanta

### La prospettiva moderna dell'industria energetica
La speranza di un processo di crescita economica viene alimentata solo nel 1920, grazie alla costruzione del sistema dei laghi silani (1919-1933) e delle centrali idroelettriche. La montagna si rende “moderna”, e ricca di risorse da sfruttare. Sfruttamento boschivo ed energia idroelettrica schiudono una prospettiva nuova e diventano elementi catalizzatori non solo per piccole iniziative imprenditoriali locali, quanto di concrete possibilità di colonizzazione stanziale. Iniziano a nascere i primi villaggi rurali di montagna, Lorica e Camigliatello, realizzati a quote ancora maggiori di San Giovanni in Fiore.
Ma il realizzarsi dei laghi e delle centrali idroelettriche fanno ben presto tramontare la “grande speranza industrialista”. Con la costituzione a Napoli, nel 1908 della ”Società per le forze idrauliche della Sila” (Sfis), si ottiene l'autorizzazione a sfruttare le acque silane dei fiumi Ampollino, Arvo e Neto, per la realizzazione di tre serbatoi di trattenuta e tre centrali elettriche. Nonostante il realizzarsi dei bacini e delle centrali, la Sfis, si scontrerà con i braccianti agricoli sangiovannesi, poiché a questi, veniva consentito l'uso dell'acqua per l'irrigazione, solo dopo cospicua ricompensa. Questi ultimi, inoltre si sarebbero dovuti accollare i vincoli forestali e gli oneri di rimboschimento, quando le stesse misure, avrebbero potuto rigenerare il tessuto agrario silano. L'industrializzazione energetica fu dunque parzialmente costruita. Non furono portati a termine infatti, gli impianti secondari sull'asta del Neto, con la mancata realizzazione del lago “Neto-Iunture”, e l'amministrazione comunale di allora, preferì cedere alla Sfis, l'uso dell'acquedotto abbaziale in cambio della pubblica illuminazione.

### La riforma agraria per la rinascita dell'agricoltura
Nel contempo, l'economia agraria faceva registrare lo sviluppo di antichi centri rurali, frazioni del paese, quali Acquafredda, Carello e Fantino, mentre lo sfruttamento del legno trovava parziale impiego nelle segherie che sorsero nella frazione di “Palla Palla” (oggi quartiere integrato nella città).
Nell'immediato dopo guerra, riprese una nuova ondata emigratoria, questa volta con destinazioni europee (Svizzera, Francia, Belgio e Germania in particolare) e le grandi città industriali del nord Italia. Si cercò riparo con la Riforma agraria degli anni cinquanta, presentata come volano di sviluppo e traino dell'economia silana. Nacquero così i villaggi dell'O.V.S., e San Giovanni si ritrovò con 5 nuove frazioni, Cagno, Ceraso, Germano, Rovale e Serrisi (più il piccolo villaggio dei Pisani). Si potenziò Lorica e in contemporanea venne realizzato il tratto ferroviario Camigliatello-San Giovanni in Fiore, un'infrastruttura che solidificava l'opzione dello sviluppo montano, anche se localmente venne percepita come semplice miglioramento della comunicazione con il capoluogo provinciale e mezzo per rompere l'isolamento dei lunghi inverni nevosi.

## La realizzazione delle grandi infrastrutture
San Giovanni in Fiore, a causa della sua orografia e della rigidità del clima montano silano, pur essendo un centro urbano che sin dall'inizio del secolo scorso si presentava come uno dei più grandi della regione, ha vissuto per molti secoli, parzialmente isolato dal resto degli altri centri urbani regionali, soprattutto nel periodo invernale. Con la presenza delle calamità a carattere nevoso, poteva in alcuni casi, rimanere isolato per interi mesi dell'anno. Nonostante le prime infrastrutture viarie realizzate durante il 1800, il problema isolamento, continuava ad attanagliare il centro silano. Con la realizzazione della ferrovia (pensata ad inizio secolo ma realizzata solo nel 1956), e soprattutto della Strada statale 107, si interruppe l'annosa problematica dell'isolamento, infrastrutture che nel tempo si sono rivelate importantissime, specie per quanto riguarda il generale sviluppo economico dell'intero altipiano silano.

### Storia della ferrovia "Transilana"
La storia della ferrovia a San Giovanni in Fiore ed in particolare della Sila, è una storia lunga, travagliata e non ancora terminata. Le prime ipotesi di poter realizzare una ferrovia che avendo come stazioni terminali Cosenza da una parte e Crotone dall'altra, attraversasse l'altopiano calabrese, nascono alla fine del 1800. Solo all'inizio del nuovo secolo vengono però, redatti i primi progetti, fra i quali uno molto interessante portato avanti dalla Società industriale della Sila, differenti fra di loro per quanto riguarda gli itinerari, ma accomunati da un unico scopo, quello di realizzare una sorta di Tran Silana, ovvero una ferrovia a scartamento ridotto, tipica di montagna e di un luogo austero come la Sila. La progettualità dell'opera venne affidata alla  Società italiana strade ferrate del Mediterraneo (meglio nota come “Società ferroviaria Mediterranea”) che avanzò un progetto di ferrovia a scartamento ridotto, tipico delle ferrovie di montagna. I primi tratti realizzati fu quello del versante occidentale di Cosenza – Pedace (1916), e di Pedace - San Pietro in Guarano (1922). Nel 1930 venne realizzata la tratta orientale di Crotone – Petilia Policastro, mentre un anno dopo di nuovo si lavorò nuovamente sul versante occidentale realizzando la San Pietro in Guarano – Camigliatello. Dopo questi ultimi lavoro, la programmazione delle rimanenti tratte si arenò, sia per difficoltà tecniche che economiche. Solo la volontà politica di far arrivare la ferrovia perlomeno nella "capitale della Sila" produsse dopo più di 25 anni dagli ultimi lavori, la realizzazione della tratta da Camigliatello a San Giovanni in Fiore (1956), ma il completamento dell'intera opera che doveva inizialmente collegare i due futuri capoluoghi di provincia, non vedrà mai la luce.
Oltre al danno di un'immediata realizzazione dell'infrastruttura, e del mancato completamento, si aggiunse ben presto (in termini tecnici-ingegneristici) la crisi di tutta la tratta realizzata. Ad accentuare la crisi, vi è la realizzazione negli anni '70 della Strada statale 107 Silana – Crotonese, concepita con le più avanzate tecnologie del tempo, una strada immediatamente classificata S.G.C. (Strada Grande Comunicazione), veloce da percorrere e piuttosto sicura per i canoni di quel periodo. A confronto la ferrovia Cosenza – San Giovanni in Fiore, appariva oramai obsoleta ed inadeguata alle nuove esigenze di trasporto. D'altro canto il progetto della ferrovia concepito negli anni '20, fu quasi completamente portato a termino solo 36 anni dopo, utilizzando tecniche costruttive di inizio secolo, con innumerevoli tornanti ed una serie infinita di piccole e medie gallerie, che rendevano la tratta lenta e poco maneggevole. Se a queste caratteristiche si aggiunge anche il problema della tecnologia a scartamento ridotto, dell'utilizzo di locomotori solo diesel e con essa la mancata elettrificazione della tratta, si arriva ben presto a definire le condizioni di crisi e il perché la tratta si dimostrasse in così poco tempo, inadeguata. La tratta Cosenza – San Giovanni in Fiore venne definitivamente soppressa nel 1997.

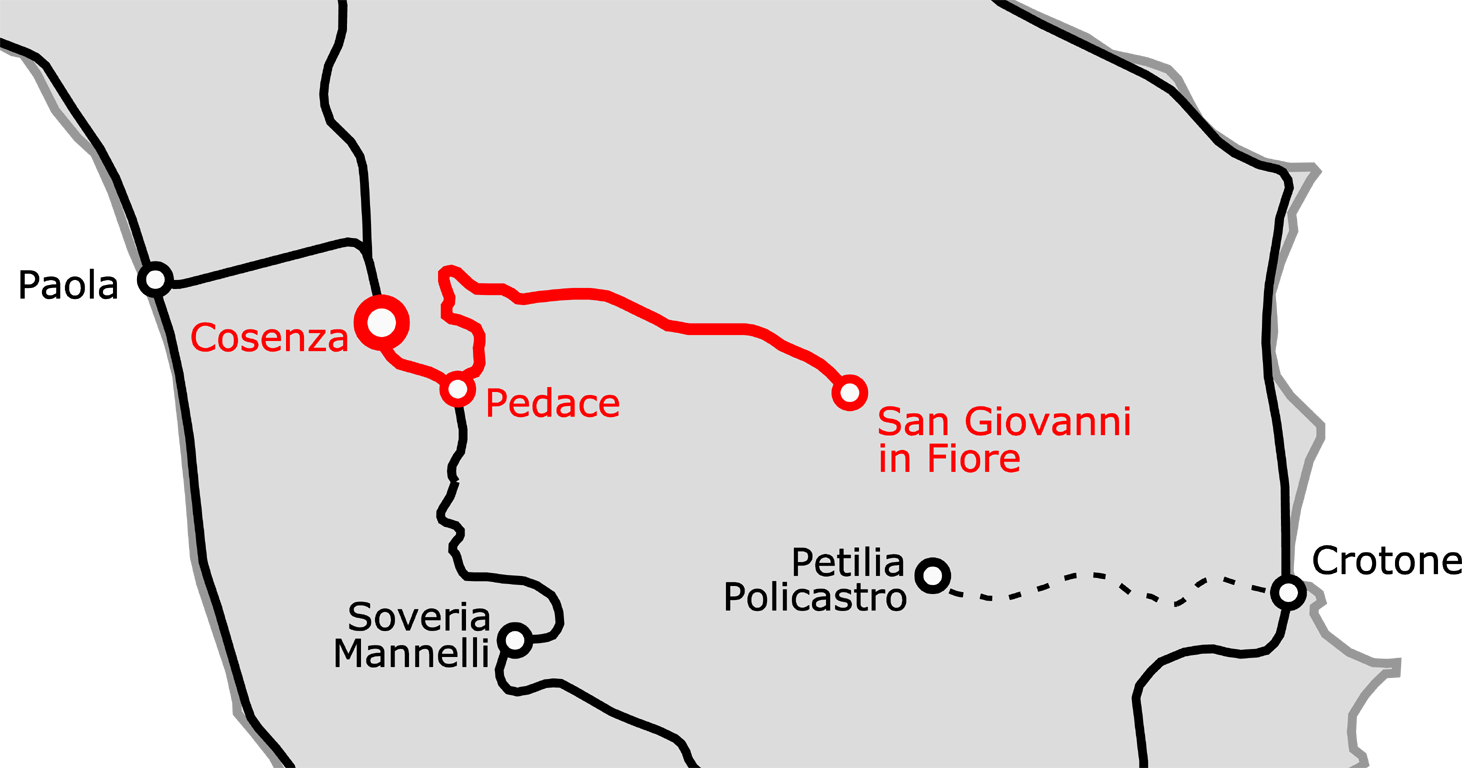
Mappa della Ferrovia Cosenza – SGF

#### Problematiche e nuovi scenari
La beffa che a San Giovanni in Fiore non ci sia una ferrovia, o meglio, che questa non venga più usata, è un tema molto discusso in paese. Per anni è stata attesa da tutta la popolazione silana, vista come il grande mezzo tecnologico, la grande infrastruttura che finalmente potesse togliere dal paese l'isolamento che da sempre lo attanagliava, specie nel periodo invernale dopo le abbondanti nevicate. Ma la soppressione dopo qualche decennio di attività, non ha colto di sorpresa la città di San Giovanni, ben conscio delle limitazioni che questa aveva. Utilizzata solo per casi sporadici (in alcuni casi ha fatto da sostituta alla SS 107, bloccata questa per neve e maltempo, o messa a disposizione per mostre di treni a vapore e gite turistiche, negli anni molto si è discusso.

## Le sciagure degli emigrati
San Giovanni in Fiore come tutti i paesi del meridione d'Italia, nel corso dell'ultimo secolo e mezzo, ha subito un fortissimo processo migratorio. Il primo, databile verso la metà del 1800, il secondo ad inizio '900 e il terzo nell'immediato dopoguerra. Ancora oggi si continua ad emigrare, ma a differenza delle precedenti ondate migratorie, nella quale ad emigrare erano braccianti e persone di ceto medio-basso, oggi emigrano laureati e persone colte, con la conseguenza che tale fenomeno migratorio, ancora oggi, non è un fenomeno completamente studiato come i precedenti, ma solo "accennato". Le precedenti ondate migratorie, hanno lasciato conseguenze profonde nella società del paesotto silano, ancor più marcate da alcune tragedie di portata internazionale,